# Japanese War Bride
 Japanese War Bride (també coneguda com East is East) és una pel·lícula dramàtica estatunidenca del 1952 dirigida per King Vidor. La pel·lícula presentava el debut estatunidenc de Shirley Yamaguchi en el paper principal. El febrer de 2020, la pel·lícula es va projectar al 70è Festival Internacional de Cinema de Berlín, com a part d'una retrospectiva dedicada a la carrera de King Vidor.

## Sinopsi
Un veterà ferit a la Guerra de Corea, Jim Sterling (Don Taylor), torna a casa seva a Califòrnia amb la seva dona japonesa. La parella s'havia conegut i s'havia enamorat en un hospital japonès on Tae Shimizu (Shirley Yamaguchi) treballava com a infermera. De tornada a Amèrica, la parella s'enfronta al racisme i al fanatisme dels seus veïns i de la família, especialment de la seva cunyada, Fran (Marie Windsor).

## Impacte i llegat
La publicitat generalitzada al voltant del llançament de la pel·lícula va fer que les dones japoneses fossin cada cop més visibles als Estats Units. Alguns estudiosos van argumentar que juntament amb The Teahouse of the August Moon i la pel·lícula més reeixida Sayonara, Japanese War Bride havia augmentat la tolerància racial als Estats Units en discutir obertament els matrimonis interracials.

## Repartiment principal
- Shirley Yamaguchi - Tae Shimizu, una infermera, esposa de Jim Sterling
- Don Taylor – Capità Jim Sterling, GI a la Guerra de Corea
- Cameron Mitchell - Art Sterling, el germà gran de Jim
- Marie Windsor - Fran Sterling, la dona d'Art
- James Bell – Ed Sterling, el pare de Jim
- Louise Lorimer - Harriet Sterling, la mare de Jim
- Philip Ahn - Eitaro Shimizu, l'avi de Tae
- Lane Nakano - Shiro Hasagawa, veí japonès-americà dels Sterling
- May Takasugi - Emma Hasagawa, la dona de Shiro
- Sybil Merritt - Emily Shafer, la noia local
- Orley Lindgren - Ted Sterling, el germà petit de Jim
- George Wallace - Woody Blacker, amic de Jim Sterling
- Kathleen Mulqueen – Sra. Milly Shafer, amiga de Harriet Sterling